# Alexi Lubomirski
Alexi Lubomirski (né le 26 août 1975) est un photographe britannique surtout connu pour avoir pris les photos officielles du prince Harry et de Meghan Markle pour leurs fiançailles et leur mariage.

## Biographie
Alexi Lubomirski est né à Londres, en Angleterre, d'une mère anglo-péruvienne et d'un père polonais-français  et grandit entre l'Angleterre et le Botswana avec sa mère. Il étudie à l'Arizona State University jusqu'en 1994 (et est maintenant un Old Waynflete[pas clair]) puis il étudie à l'Université de Brighton et devient l'assistant de Mario Testino.
Il vit ensuite à New York en tant que photographe de mode et ses travaux sont publiés dans Harper's Bazaar US, Vogue (Mexique, Allemagne, Russie, Espagne, Corée, Chine), Men's Vogue China , Numero Tokyo, W Korea ,GQ, et Allure. Il a photographié Demi Moore, Beyoncé, Charlize Theron, Gwyneth Paltrow, Natalie Portman.
Il écrit un livre intitulé Princely Advice for a Happy Life pour ses deux fils et il est traduit en six langues. Il publie également deux livres de photographies, Decade (2014) et Diverse Beauty (2016).
En mai 2018, un ensemble de timbres-poste commémoratifs, présentant les photographies de Lubomirski des fiançailles officielles du prince Harry, duc de Sussex et de Meghan Markle, sont émis par Royal Mail pour marquer le mariage du couple. Il a de nouveau photographié la famille Sussex pour leur carte de Noël 2021, qui est également la première photo publiée publiquement de leur fille Lilibet.

## Famille
Alexi Lubomirski est le fils de Władysław Jan Adam Lubomirski (né le 1er janvier 1949) et de sa première épouse, Eileen Pamela Beardsell (née en 1947), une Anglaise d'origine péruvienne. La famille Lubomirsky était autrefois l'une des familles nobles les plus importantes de Pologne et de Lituanie. Les Lubomirski utilisent des titres princiers depuis que Stanisław Lubomirski a été créé prince honoraire du Saint Empire romain germanique en 1647. Les droits au titre sont officiellement reconnus en Pologne en 1682, et de nouveau accordés en 1824 au Congrès polonais dirigé par la Russie. Ils portent également le titre de comte de Wisnicz und Jaroslaw. En 1905, 11 hommes de la famille Lubomirski obtiennent le qualificatif d'Altesse Sérénissime en Autriche. Cependant, la noblesse et l'utilisation des qualificatifs et titres nobles sont désormais abolies en Pologne, en Russie et en Autriche.
Le 8 août 2009, au château de Nowy Wiśnicz, Lubomirski épouse Giada Torri. Ensemble, ils ont deux fils, Sole Luka (né en 2010) et Leone (né en 2013). Ils résident à New York.